# 胎生無鰾鮋
胎生無鰾鮋，為輻鰭魚綱鮋形目鮋亞目平鮋科的其中一種，為深海魚類，分布於西北太平洋Emperor海脊，棲息深度450-600公尺，棲息在底中層水域，卵胎生，生活習性不明，可做為食用魚。

## 扩展阅读
維基物種上的相關：胎生無鰾鮋